# Salix bonplandiana
Espèce
Classification APG III (2009)
Salix bonplandiana, le Saule de Bonpland (en anglais : Bonpland willow, en espagnol : ahuejote, sauce, ahujote et huejote) est une espèce de plantes à fleurs de la famille des Salicaceae. C'est un saule natif du sud et du sud-ouest du Mexique, s'étendant jusqu'au centre du Guatemala. 
Dans l'ouest du Mexique, c'est un arbre de la cordillère de la Sierra Madre occidentale mais aussi présent dans des contrées plus petites comme la Basse-Californie du Sud, le nord de la Sonora, San Luis Potosí... On le trouve également de manière isolée au centre et dans le Sud-Est de l'Arizona, dans des endroits où s'associent favorablement l'altitude et la présence d'eau.

## Distribution

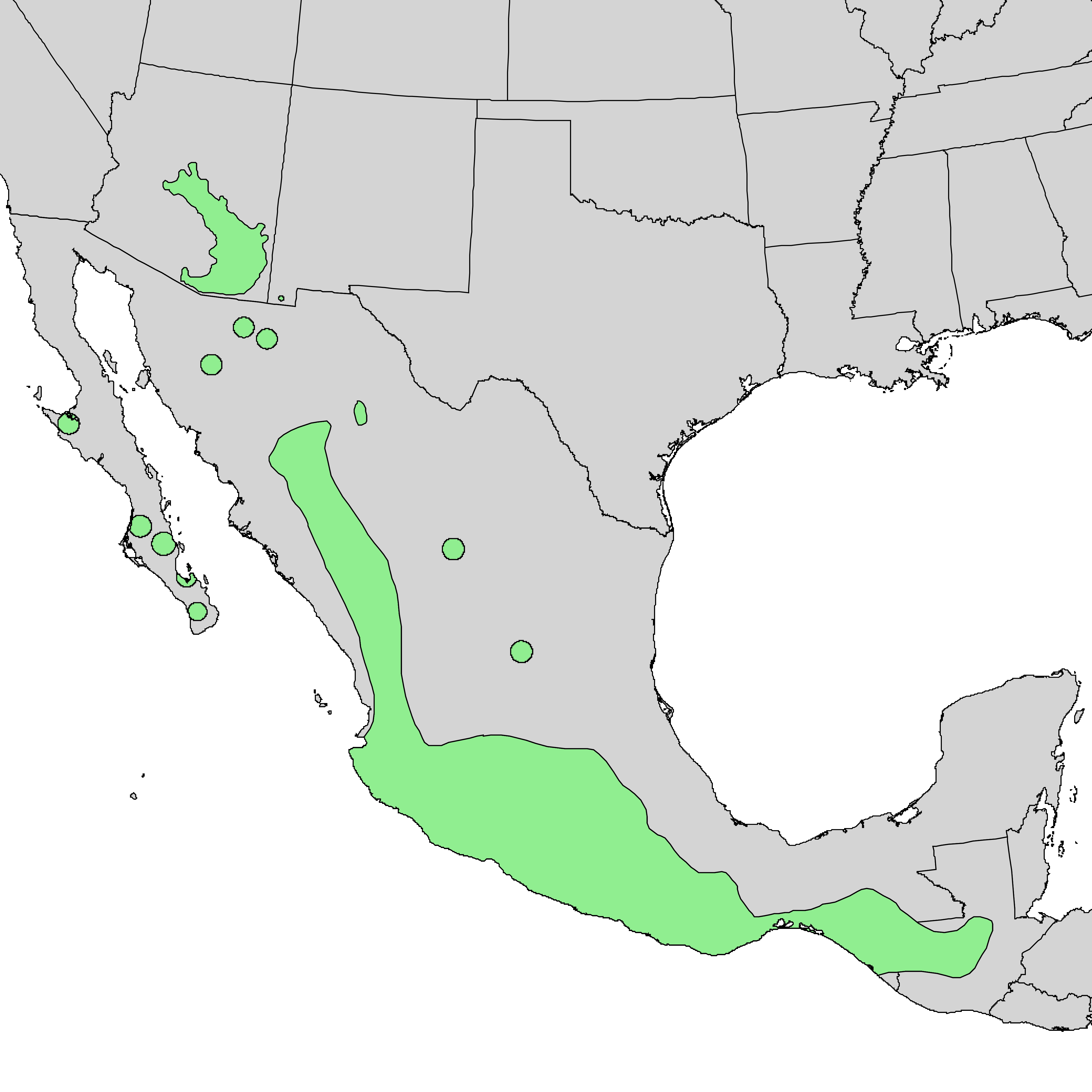
Implantation de Salix bonplandiana.

Au Mexique, le Saule de Bonpland est associé à la côte du Pacifique et au Sud du Mexique. Son implantation s'étend aux zones internes des montagnes de la côte du Pacifique et dans le Sud-Ouest du Guatemala central. C'est une espèce de la Trans-Mexican Volcanic Belt  et elle atteint le Chihuahua. C'est une plante isolée dans le centre de l'Arizona, le Mogollon Rim–White Mountains (Arizona) et poussant dans les Madrean Sky Islands, au sud-est, y compris les montagnes relativement à l'écart comme dans le bootheel of extreme southwest Nouveau-Mexique.

### Implantations identiques deS. bonplandianaetS. taxifolia
S. bonplandiana et S. taxifolia se développent dans la Trans-Mexican Volcanic Belt, au sud, sur une ligne imaginaire au centre du Guatemala. Les deux espèces ont leurs populations isolées en Arizona, dans les Madrean Sky Islands. Les deux également se trouvent dans la Basse-Californie du Sud, mais S. taxifolia seulement dans l'extrême sud (S. bonplandiana apparait aussi dans les Mogollon Rim–White Mountains regions.)